# 남명집
《남명집》(南冥集)은 16세기 조선의 저명한 유학자 남명 조식의 문집이다.
《남명집》에는 여러 가지 판본이 있고, 그것들 간에 주요한 내용의 변화가 있음이 확인되고 있다. 이를 계통별로는, 선조 37년(1604, 갑진년) 이후에 간행된 판본을 수정, 보완한 갑진본(甲辰本) 계통과 인조반정 이후 갑진본 계통에 반영된 조식의 주요 문인 정인홍 및 광해군 시기 대북 정권의 자취를 제거하고자 한 이정본(釐正本) 계통, 그리고 이정본 계통 판본을 보다 철저히 개정하여 《남명집》의 면모를 근본적으로 혁신코자 한 중간본(重刊本) 계통으로 크게 구분할 수 있다.

## 발간의 역사
《남명집》은 정인홍의 주도로 선조 35년(1602, 임인년) 합천 해인사에서 처음으로 간행되었는데, 이 초간본은 별로 보급되지 못한 채 장판각의 화재로 소실되고 말았으며, 갑진본은 초간본을 바탕으로 새로 간행한 것으로, 이 둘은 모두 3권 2책의 분량으로 되어 있었다.
조식의 문집 분량이 이처럼 적은 것은 그 자신 저술 행위를 중요시하지 않고 오히려 그것을 경계했던 학문적 입장 때문이기도 하지만, 무엇보다도 그가 죽은 후 남은 원고가 임진왜란의 와중에 대부분 소실되었고, 후일 문집에 수록된 것은 후학들의 기억 속에 남아 전해온  것이거나 각처에서 수집한 자료들로 구성되었기 때문이다. 갑진본 계통의 각 판본에서 계속적인 작품의 추가와 교정이 가해지고, 불완전한 작품이나 타인의 작품이 잘못 끼어든 사례도 있는 것은 바로 이러한 사정 때문이다.